# 1046 Edwin
Edwin (asteróide 1046) é um asteróide da cintura principal, a 2,7851614 UA. Possui uma excentricidade de 0,0664259 e um período orbital de 1 882,13 dias (5,16 anos).
Edwin tem uma velocidade orbital média de 17,24415667 km/s e uma inclinação de 7,91426º.
Esse asteróide foi descoberto em 1 de Dezembro de 1924 por George Van Biesbroeck.